# Javier Lucas Blasco
Javier Lucas Blasco, (nacido el 22 de mayo de 1987 en Muro de Alcoy, Comunidad Valenciana) es un jugador de baloncesto español que forma parte de la plantilla de Club Polideportivo La Roda en la Liga LEB Plata. Con 2.08 metros de estatura, juega en la posición de Ala-Pívot.

## Trayectoria
Formado en las categorías de base del Lucentum Alicante, Javi Lucas llegó a debutar con el equipo de su tierra en la ACB y fue uno de los integrantes de la selección española sub-20 que consiguió la medalla de plata en el Europeo del 2007, un equipo en el que compartió vestuario con jugadores como Sergi Llull, Pau Ribas, Javier Beirán o Xavi Rey.
Posteriormente emprendió una aventura lejos de su tierra natal, primero en la LEB Plata con el Ávila (2009-10) y después en el Básquet Coruña, donde permaneció cinco temporadas. En la temporada 2013-14 firmó probablemente la mejor temporada de su carrera en La Coruña  con un promedio de 12,2 de valoración, en 18 minutos, 8,3 puntos y 4,7 rebotes de promedio.
Después jugaría en CB Valladolid y Palma Air Europa, ambos en la LEB Oro. 
Más tarde, dos temporadas después, en 2016 vuelve a jugar en el Básquet Coruña.
En la temporada 2020-21, recala en el Círculo Gijón Baloncesto de la Liga LEB Plata, donde jugaría durante tres temporadas.
El 1 de septiembre de 2023, firma por el Club Polideportivo La Roda en la Liga LEB Plata.